# František Veselý

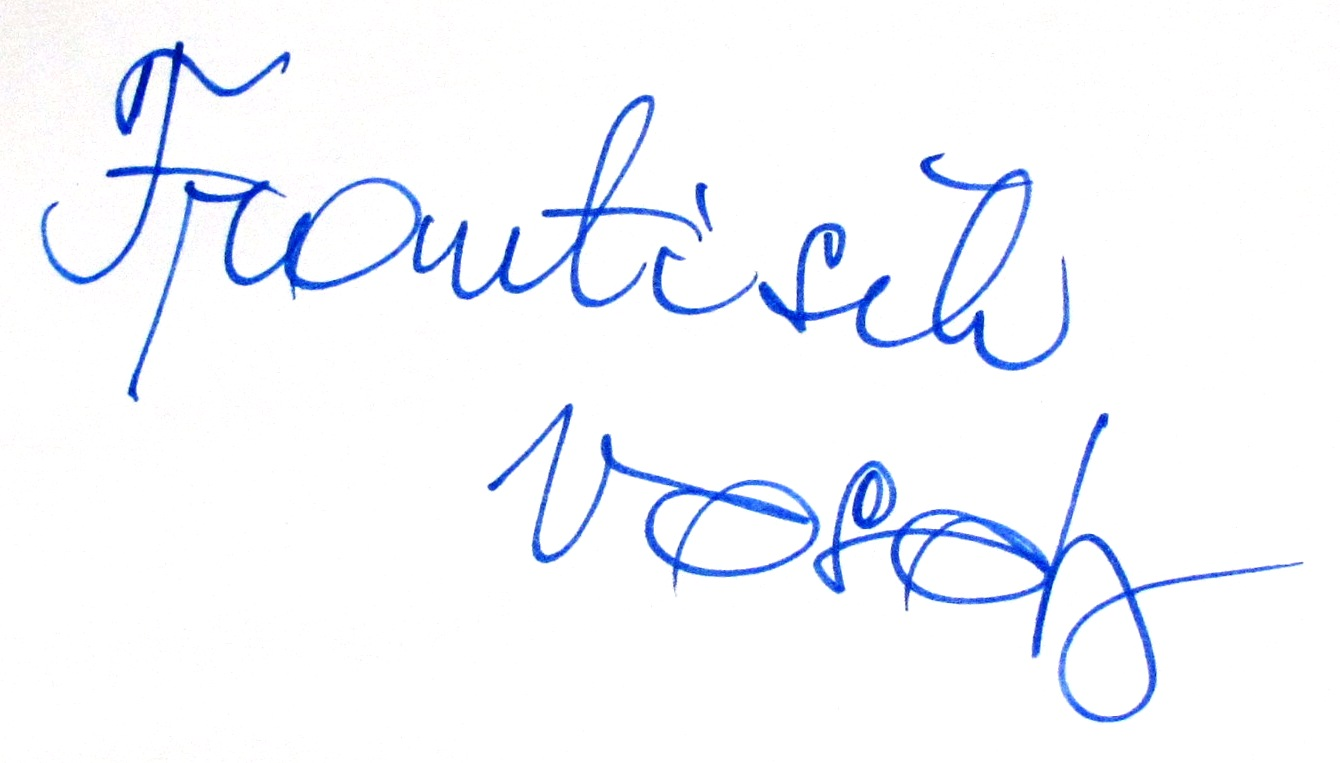
Handtekening Frantisek Vesely (2004)

František Veselý (Praag, 7 december 1943 – aldaar, 30 oktober 2009) was een Tsjechisch voetballer. Hij speelde 34 maal keer voor de nationale ploeg van Tsjecho-Slowakije en scoorde driemaal voor het Tsjecho-Slowaaks voetbalelftal.
De aanvaller nam deel aan het de Wereldkampioenschap voetbal 1970 en het Europees kampioenschap voetbal 1976, toen Tsjecho-Slowakije het kampioenschap won. Zijn beste voetbaljaren bracht hij door bij Slavia Praag. Veselý overleed op 65-jarige leeftijd aan een hartaanval.